# Malvasia
|  | Per a altres significats, vegeu «Monembasia». |

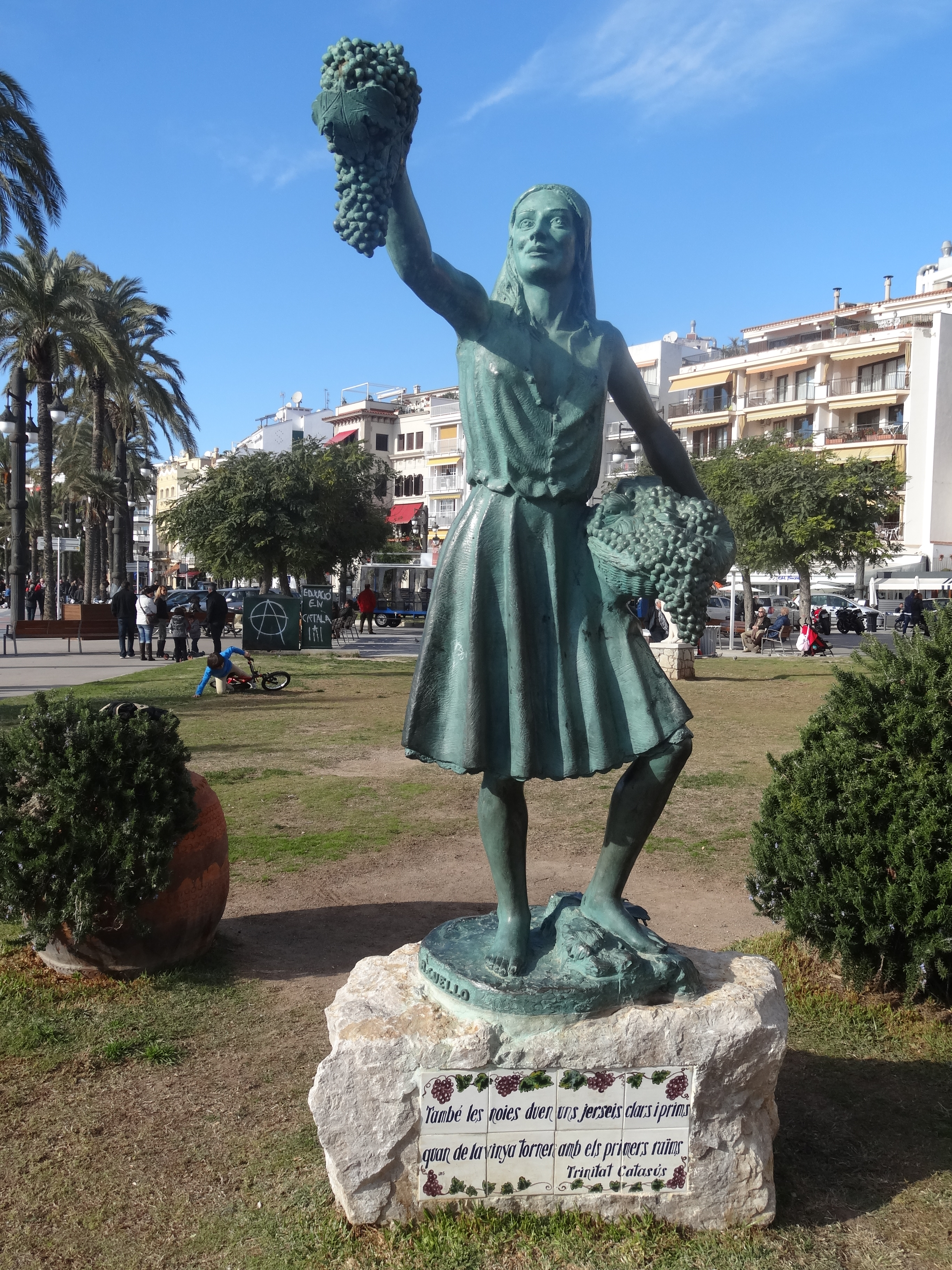
Escultura La noia de la malvasia, a Sitges

La malvasia o és una varietat de cep blanca, encara que també n'existeix una subvarietat negra. El raïm de malvasia és menut i poc compacte. El gra és gros, tendre i ovoide, molt dolç i aromàtic.
El vi elaborat amb aquesta varietat vitícola és anomenat també malvasia, o vi de malvasia, un vi licorós blanc, dolç, olorós i d'alta graduació. A l'edat mitjana se li suposaven propietats medicinals i tòniques i apareix citat al Tirant lo Blanc.
Originària de Grècia, el nom malvasia se suposa que és una deformació italiana del nom de la població grega de Monembasia, des d'on es va estendre a Nàpols, Madeira, les Canàries, Sitges, Banyalbufar i Torís. La seva antiguitat i la seva extensió ha provocat la creació de subvarietats, però a causa de la poca resistència a les malalties el cultiu s'ha anat reduint sent substituït per altres varietats. La principal producció es troba avui a Itàlia, i és una de les varietats principals a la DOC Alguer, DO Penedès, DO Tarragona i DO València.
A vegades la malvasia es designa amb complements: de Sitges, roja, catalana, del país, de gra gros (o vermentino), grossa, primerenca, borda, d'Alacant o del Rosselló (subvarietat anomenada trobat), de Càndia. A la zona de Limós s'anomena, en francès, malvoisie al macabeu.
La malvasia de Sitges es refereix al vi dolç que és una beguda típica a la regió de Sitges després de les celebracions i de les xatonades.
Són sinònims: subirat, subirat parent, parent, santjaume, rojal, roget, fumat, grec, jaumet, jaumenc, jaumí.